# Lustenauer Hütte

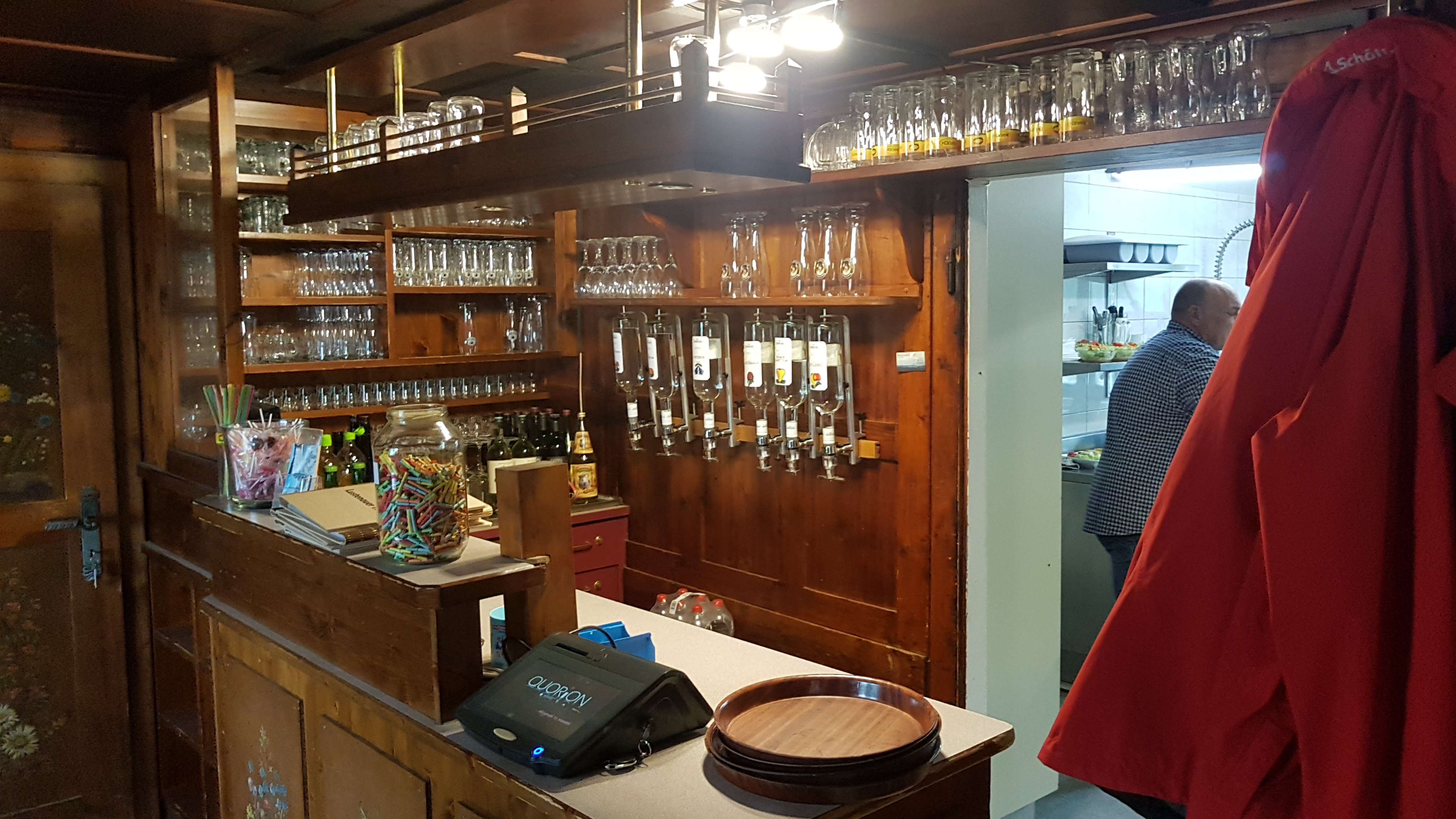
Ausschank in der Lustenauer Hütte

Die Lustenauer Hütte ist eine Schutzhütte der Sektion Vorarlberg des Österreichischen Alpenvereins.

## Geschichte
Die Hütte wurde im Tal Ende Oktober 1927 von Schreinermeister Josef Ernst in Lustenau aufgebaut, sodann wieder zerlegt und mit einem Fuhrwerk nach Kehlegg transportiert. Die einzelnen Teile wurden händisch zum Bauplatz am Klausberg in Schwarzenberg getragen. Die erste Wärmeisolierung, die damals aufgebracht wurde, bestand aus örtlich vorkommendem, getrocknetem Moos.
Nach der Befreiung Österreichs von der nationalsozialistischen Diktatur wurde von den hier einmarschierten französischen Truppen diese Hütte, wie auch andere im Bödelegebiet, zur Unterbringung von marokkanischen Soldaten genutzt.
Nach der Rückgabe der Hütte wurde diese renoviert, und die Schisektion des Bezirkes Lustenau des ÖAV pachtete die Hütte. In den 1960er-Jahren wurden mehrere weitere Erneuerungen durchgeführt (z. B. an den Sanitäranlagen),  wurde eine Quelle gekauft und hierzu eine neue Wasserzuleitung verlegt. 1982 wurde ein Zubau realisiert, die Lustenauer Stube. Es musste in weiterer Folge eine Abwasserbeseitigungsanlage gebaut werden. In den 1990er-Jahren wurde die Hütte erneut saniert, an das öffentliche Elektrizitätsnetz angeschlossen (zuvor nur Stromaggregat) und ein Festnetz-Telefon installiert, 2014 der Kachelofen und 2017 die Außenterrasse erneuert.

## Lage und Zufahrt
Die Lustenauer Hütte steht in der Gemeinde Schwarzenberg im Bregenzerwald auf dem Klausberg. Eine öffentliche Zufahrt besteht nicht.

## Wanderungen
Von und zur Lustenauer Hütte sind mehrere leichte und mittelschwere Wanderungen möglich, wofür Trittfestigkeit und gutes Schuhwerk erforderlich sind (in Richtung Dornbirner First und Hoher Freschen auch Schwindelfreiheit). Sie ist ein wichtiger Stützpunkt entlang des Nordalpenweges. Von der Lustenauer Hütte sind folgende Touren/Wanderungen sehr beliebt:
- Bödele (1139 m ü. A.): 1 Stunde Gehzeit (Spechtweg), 111 Meter Höhenunterschied.
- Dornbirn (437 m ü. A.): 3 ½ Stunden Gehzeit, 813 Meter Höhenunterschied.
- Dornbirn (437 m ü. A.): 2 ½ Stunden Gehzeit (Gschwendsattel-Kehlegg-Steinebach-Dornbirn), 813 Meter Höhenunterschied.
- Schwarzenberg (696 m ü. A.): 2 Stunden Gehzeit, 554 Meter Höhenunterschied.
- Hangspitze (1746 m ü. A.): 2 ½ Stunden Gehzeit, 496 Meter Höhenunterschied.
- Hochälpelekopf (Hochälpelehütte) (1463 m ü. A.): ¾ Stunden Gehzeit, 213 Meter Höhenunterschied.
- Hoher Freschen (2004 m ü. A.): 5 ½ Stunden Gehzeit, 754 Meter Höhenunterschied.
- Mörzelspitze (1830 m ü. A.): 2 ½ Stunden Gehzeit, 580 Meter Höhenunterschied.
- Rotenbachalpe (1220 m ü. A.): ½ Stunde Gehzeit, 30 Meter Höhenunterschied.
- Weißenfluhalpe (1367 m ü. A.): ¾ Stunde Gehzeit, 117 Meter Höhenunterschied.

## Nächstgelegene Wanderstützpunkte
Um die Lustenauer Hütte sind mehrere Alphütten und Restaurationsbetriebe zu Fuß erreichbar. Die nächsten Wanderstützpunkte des ÖAV sind das Freschenhaus (Gehzeit 5 ½ Stunden) und die Hochälpelehütte (Gehzeit ¾ Stunde).
Die Bregenzer Hütte der Naturfreunde (1290 m ü. A.) am Klausberg ist 20 Minuten Gehzeit entfernt.